# Цілинний (Бурятія)
Цілинний (рос. Целинный) — селище Єравнинського району, Бурятії Росії. Входить до складу Сільського поселення Цілинне.
Населення — 423 особи (2015 рік).